# مطار أندورا لاسو دورجيل
مطار أندورا لاسو دورجيل ((بالإسبانية: Aeropuerto Andorra–La Seu d'Urgell)‏، (إياتا: LEU، إيكاو: LESU)) هُو مطار عام يخدم دولة أندورا وتملكه حكومة كتالونيا.

## الوجهات وشركات الطيران
| شركـات طيـران | الوجهات |
| ------------- | ------- |
| نوستروم إير   | مدريد   |